# Salvador Serer
Salvador Serer Pascual (Valencia, 30 aprile 1922 – 27 ottobre 2009) è stato un calciatore spagnolo, di ruolo portiere.

## Biografia
Anche suo fratello Valero Serer fu un calciatore, di ruolo attaccante.

## Carriera
Iniziò la carriera nell'Alcoyano, club di Alcoy, nella Comunità Valenciana.
Nel 1945 vinse la Segunda División spagnola e ottenne la promozione in massima serie. Debuttò nella Liga il 23 settembre 1945 contro il Real Murcia, partita vinta per 2-3, con Ramón Balaguer come allenatore. A fine anno l'Alcoyano non riuscì a mantenere la categoria, retrocedendo di nuovo in Segunda.
Serer si trasferì quindi al Real Murcia e continuò quindi a militare in massima serie, collezionando 10 presenze in campionato. Anche questa stagione si concluse con una retrocessione.
Nel 1948 tornò all'Alcoyano come portiere di riserva. Nel 1951 si trasferì all'UD Melilla venendo impiegato come portiere titolare dall'allenatore catalano Pere Solé. Dal 1952 al 1956 militò nell'Unión Deportiva España con sede a Tangeri.

## Palmarès

### Competizioni nazionali
- Segunda División: 2

Alcoyano: 1944-1945, 1949-1950 (gruppo II)